# Aphaenogaster balcanica
Aphaenogaster balcanica (лат.) — вид мелких муравьёв рода Aphaenogaster из подсемейства Myrmicinae (Formicidae). Мирмекохорный вид.

## Распространение
Албания, Босния, Греция, Турция, Хорватия.

## Описание
Мелкого размера муравьи коричневого цвета; длина рабочих около 5 мм. Длина головы рабочих (HL) 1,14—1,57 мм, ширина головы (HW) 0,84—1,25 мм. Тело покрыто многочисленными белыми волосками. Усики рабочих 12-члениковые с неотчётливой 4-члениковой булавой. Скапус усиков длинный, превышает затылочный край; длина скапуса (SL) 1,27—1,77 мм, индекс скапуса (SI) 131–161. Основание брюшка сверху с микробороздками, голова микропунктированная, тело матовое. Заднегрудка угловатая с небольшими проподеальными шипиками. Стебелёк между грудкой и брюшком состоит из двух узловидных члеников (петиоль и постпетиоль). Рабочие мономорфные. Жало развито. Куколки голые, без кокона.
Обитают в открытых, солнечных местах: поля с разреженными кустами, урбанизированные территории. Гнезда в почве, в основном, под камнями. Фуражировка рабочих индивидуальная, наземная, в основании древесных крон и на кустарниках.

## Систематика
Вид был впервые описан в 1898 году австрийским мирмекологом Карло Эмери под первоначальным названием Stenamma (Aphaenogaster) testaceopilosa var. balcanica Emery, 1898 по типовым материалам из Греции. Включён в состав видовой группы Aphaenogaster  testaceopilosa. Близок к видам o Aphaenogaster balcanicoides и Aphaenogaster melitensis.